# Т-012 (трактор)
Т-012 — марка колісного малогабаритного трактора, що випускається в різних модифікаціях на Харківському тракторному заводі з 1990 року. Трактор призначений для роботи на присадибних ділянках, малих фермерських господарствах та комунальних підприємствах.

## Технічні характеристики
- Тяговий клас мінітрактора Т-012 — 0,2.
- Вага — до 800 кг.
- Довжина — 190 см.
- Ширина — 96 см.
- Дорожній просвіт 30 см.
- Коробка передач механічна з шистьма передачами переднього ходу та двома передачами заднього ходу.
- Гальма роздільні, дискові.
- Мінітрактор Т-012 обладнаний заднім і переднім валами відбору потужності.
- Т-012 обладнаний бензиновим двигуном СК-12 потужністю 11 кінських сил з відцентровим регулятором оборотів колінчастого валу.
- Витрата пального на транспортних і легких роботах становить 1,5 — 2 л/год, на польових та важких роботах — до 3 л/год.

## Модифікації
- Т-012 — базова модель з бензиновим карбюраторним двигуном СК-12 потужністю 11 к.с.[1]
- Т-012Д — модифікація з дизельним двигуном Perkins 103-06 потужністю 12,5 к.с.
- ХТЗ-1210 — модифікація з дизельним двигуном Deutz F2M1008 потужністю 11 к.с.
- ХТЗ-1410 — модифікація з дизельним двигуном ЗІМ 2-ДТХ потужністю 13,8 к.с.
- ХТЗ-1611 — модифікація з дизельним двигуном ЗІМ 2ДТАВ потужністю 16 к.с.

## Двигун
Мінітрактор отримав карбюраторний двигун СК-12 з повітряним охолодженням і двома циліндрами. Вироблявся даний агрегат в Казахстані. Потужність силової установки Т-012 при максимальних обертах становила 11 к.с. Виробник гарантував надійну роботу двигуна протягом 6000 робочих годин. Після цього передбачалося капремонт двигуна.
Малолітражний агрегат СК-12, використовуваний в харківському міні-тракторі, був укомплектований автоматичним регулятором, контролювачем, що забезпечує кількість обертів колінчастого валу в заданих межах в разі зміни навантаження до номінальних значень.
На деталі системи запалювання в окремих випадках встановлювалася екранування, що виключало радіоперешкоди. СК-12 додатково комплектувався різними елементами за бажанням замовника.
Повітря, що потрапляє в карбюратор силової установки Т-012, розганялося до потрібної швидкості в соплі. У вузькому перерізі створювалося розрідження, що сприяє потраплянню пального в жиклер і розпилювач, а потім у потік повітря. Відбувалося розпилення палива та випаровування. Суміш потрапляла у впускний клапан двигуна по трубі, потужність регулювалася дросельною заслінкою.
Для зниження температури стінок циліндра використовувалося повітряне охолодження. Воно не давало мастилу на стінках згоряти. Для очищення Т-012 застосовувалися спеціальні фільтри, а для керування — регулятор.
Запуск мотора СК-12 здійснювалася за допомогою електростартера.
Міні-трактор розвивав швидкість вперед до 15 км/год, назад — до 4 км/год.

## Будова
Т-012 отримав механічну коробку передач. Водій техніки мав можливість використовувати 4 передачі для руху вперед, 2 передачі для руху назад. Модель отримала передній і задній вали відбору потужності із незалежним приводом, що істотно підвищувало її експлуатаційні характеристики.
У міні-трактора було сухе однодискове зчеплення, гідропідсилювач керма був відсутній.
Т-012 оснащувався гальмівним механізмом барабанного типу.
У моделі відсутня кабіна, але була регульована колонка. Крім того, водійське сидіння в міні-тракторі відрізнялося своєю м'якістю, що робило роботу на ньому зручною і комфортною. З крісла відкривався хороший передній і задній огляд.

## Сьогодення
Серійно Т-012 вироблявся до середини 90-х років 20 століття. В перші роки 21 століття Т-012 збирався одиничними партіями на ХТЗ із машинокомплектів, які залишились на складах заводу із радянських часів, та обладнувався дизельними двигунами німецького та китайського виробництв.
На сьогоднішній день Харківський тракторний завод не займається виробництвом мінітракторів Т-012, так само як і його аналогів ХТЗ-1410 та ХТЗ-1610. Також ХТЗ не виробляє запчастин до Т-012.
Обладнання — преси, верстати, ливарні форми та інше устаткування, яке використовувалось на Харківському тракторному заводі для виробництва Т-012 було продано на метал та безповоротно втрачено.
Не зважаючи на те, що Т-012 вироблявся відносно малими партіями, в мережі Інтернет з'являються оголошення щодо продажу Т-012 власниками. Вартість вживаних Т-012 в Україні станом на вересень 2015 р. коливається в межах 40-80 тис. гривень, що дорівнює 1800-3600 доларів США.

## Удосконалення
Т-012 мав ряд конструктивних недоліків та особливостей, що спонукало багатьох власників Т-012 до проведення їх удосконалення.
Найбільшим недоліком Т-012 є його двигун СК-12, який має відносно малу потужність для такого класу тракторів як Т-012 та споживає, при цьому, відносно велику кількість бензину й страждає перегріванням в теплі пори року. На разі найпоширенішими двигунами, які встановлюють на Т-012 замість двигуна СК-12, є китайські дизельні двигуни потужністю 9 к.с. з повітряним охолодженням (продаються під марками ДВС-410, Sadko DE-410 та ін.). Також можна зустріти встановлення на Т-012 дизельних двигунів Ruggerini RD-270 італійського виробництва.
Іншим істотним конструктивним недоліком є вузька ширина гуми задніх коліс та слабке заднє гідравлічне навішення. Власники Т-012 досить часто встановлюють ширшу гуму задніх коліс, або здійснюють заміну дисків задніх коліс діаметром 16 дюймів на колеса діаметром 20 дюймів, які використовуються на передніх колесах тракторів ЮМЗ, МТЗ-80, Т-40.